# McConchie Ridge
McConchie Ridge ist ein felsiger Gebirgskamm im ostantarktischen Viktorialand. In der Royal Society Range erstreckt er sich vom Salient Peak in südöstlicher Richtung.
Das New Zealand Antarctic Place-Names Committee benannte ihn 1985 nach John A. McConchie, Feldforschungsassistent bei der geologischen Erkundung dieses Gebiets zwischen 1979 und 1980 im Rahmen des New Zealand Antarctic Research Program.